# Őrimagyarósd
Őrimagyarósd is een plaats (község) en gemeente in het Hongaarse comitaat Vas. Őrimagyarósd telt 258 inwoners (2001).